# Панькина, Ирина Александровна
Ирина Александровна Панькина (род. 8 марта 1986, пос. Маячный, Кумертау, Башкирская АССР) — российский государственный, политический и общественный деятель. Депутат Государственной думы VIII созыва с 2021 года, Председатель Башкортостанского отделения Ассоциации юристов России.

## Биография
Родилась 8 марта 1986 года в посёлке Маячный, Кумертау, Башкирская АССР.
В 2007 году окончила юридический факультет Башкирского государственного университета. Кандидат юридических наук.

## Карьера
В 2021 году на выборах в Государственную Думу получила по партийному списку мандат депутата Государственной Думы VIII созыва от партии «Единая Россия» от Республики Башкортостан. Первый заместитель председателя Комитета ГД по государственному строительству и законодательству.
С 23 февраля 2022 года находится под санкциями всех стран Европейского союза. С 11 марта 2022 года находится под санкциями Великобритании. С 24 марта 2022 года находится под санкциями Соединенных Штатов Америки. С 24 февраля 2022 года находится под санкциями Канады. С 25 февраля 2022 года находится под санкциями Швейцарии. С 26 февраля 2022 года находится под санкциями Австралии. С 12 апреля 2022 года находится под санкциями Японии. Указом президента Украины Владимира Зеленского от 7 сентября 2022 находится под санкциями Украины. С 3 мая 2022 года находится под санкциями Новой Зеландии.

## Законотворческая деятельность
С 2021 года выступила соавтором более 50 законодательных инициатив и более 200 поправок к проектам федеральных и федеральных конституционных законов.

## Общественная деятельность
С июня 2021 года является Председателем Башкортостанского регионального отделения общероссийской общественной организации «Ассоциация юристов России». Под ее руководством местные отделения Башкортостанского реготделения АЮР открылись в каждом муниципальном районе Республики Башкортостан. В 2023 году Башкортостанское отделение АЮР оказало бесплатную юридическую помощь более 8 тысячам жителей Башкортостана.
В декабре 2022 года вошла в Президиум Ассоциации юристов России.

## Семья
Замужем, воспитывает дочь.